# Centro Cultural Miguel Delibes
El centro cultural Miguel Delibes es un edificio cultural situado en Valladolid, comunidad autónoma de Castilla y León, España. Fue diseñado por el arquitecto Ricardo Bofill Levi e inaugurado en marzo de 2007 con un concierto de la Orquesta Sinfónica de Castilla y León, bajo la dirección del colombo-español Alejandro Posada. Se sitúa en el barrio de Villa de Prado entre el estadio José Zorrilla y las Cortes de Castilla y León.
Lleva el nombre de Miguel Delibes, escritor vallisoletano del siglo XX. Es sede de la Orquesta Sinfónica de Castilla y León, del Conservatorio Profesional de Música de la ciudad, de la Sala de Música de Cámara, del Auditorio, de la Escuela Superior de Arte Dramático y de la Escuela Profesional de Danza y Teatro Experimental.

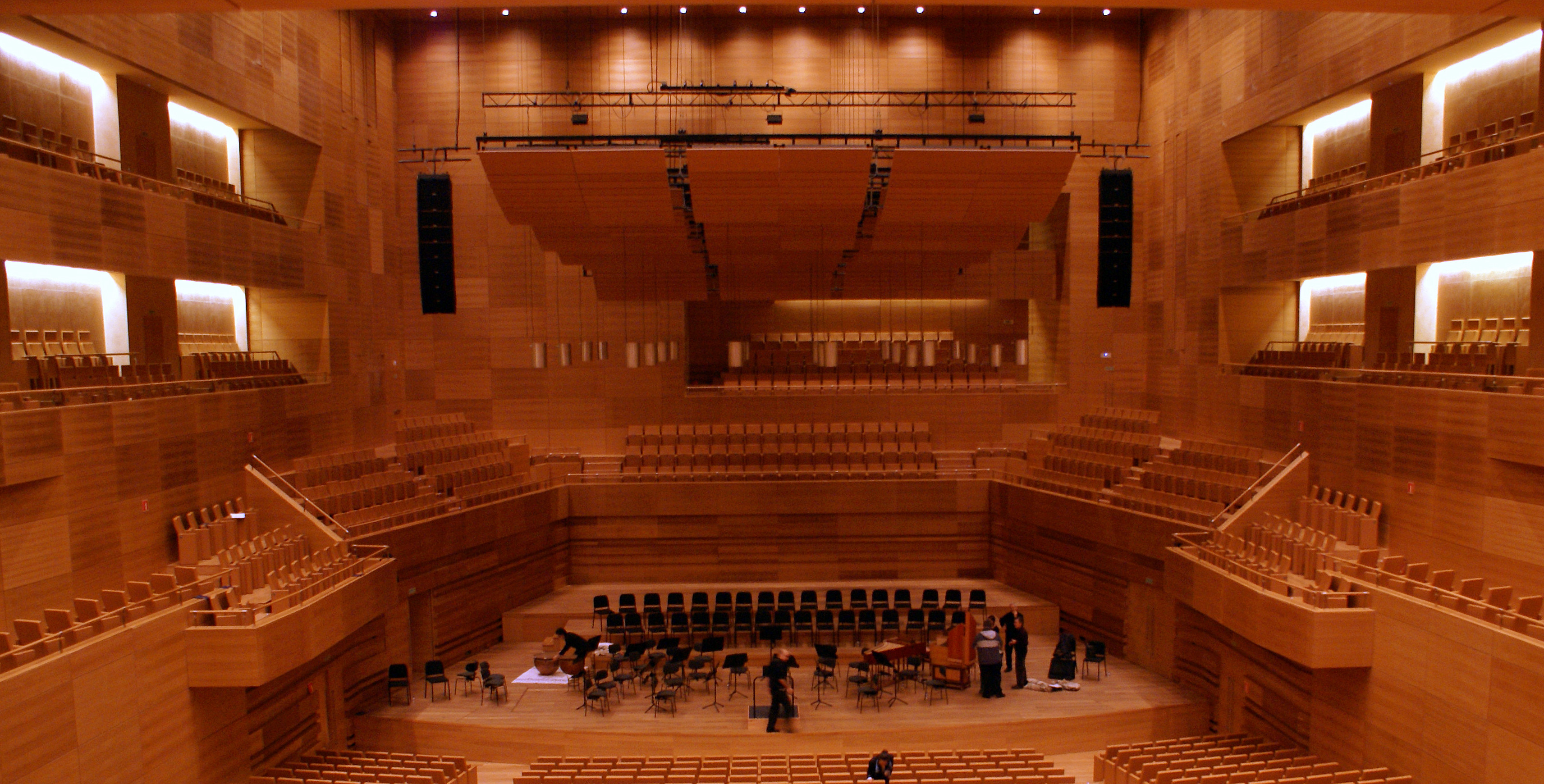
Interior del auditorio tras un concierto

Asimismo, dispone en sus instalaciones de biblioteca, sala de exposiciones, auditorio (con capacidad para 1700 espectadores), sala de música de cámara (con capacidad para 500 espectadores) y sala de teatro experimental.